# Mimhoplomelas diadelioides
Mimhoplomelas diadelioides là một loài bọ cánh cứng trong họ Cerambycidae.